# کارلوس جولیو آروسمنا تولا
کارلوس جولیو آروسمنا تولا (انگلیسی: Carlos Julio Arosemena Tola؛ زاده ۱۲ آوریل ۱۸۸۸ – درگذشته ۲۰ فوریهٔ ۱۹۵۲) سیاست‌مدار اهل اکوادور بود. وی از ۱۶ سپتامبر ۱۹۴۷ تا ۳۱ اوت ۱۹۴۸ رئیس‌جمهور این کشور بود.
کارلوس جولیو آروسمنا تولا در ۲۰ فوریه ۱۹۵۲، در سن ۶۳ سالگی بر اثر سکته مغزی درگذشت.